# Paharova
Paharova är en ort i Korpilombolo församling i Pajala kommun, Norrbottens län. Orten ligger vid sjön Paharovanjärvi.
Ortens två första hemman uppfördes 1864 och för att undvika frostens inverkan på skörden, byggdes byn på en höjd. Byns skola fungerade fram till 1945 och även en såg och kvarn vid bäcken Myllyjoki ska ha funnits. Butiken Herman Johanssons Lanthandel verkade i byn 1947–1989 och övriga bolag var Johanssons/Dareheds Åkeri och Bjälmsjös skogsmaskiner. Vid folkräkningen 1890 hade orten 39 invånare och i augusti 2016 fanns det enligt Ratsit sju personer över 16 års ålder som var registrerade med Paharova som adress. Som mest har byn haft 100 invånare.